# Royal Latem Golf Club
De Royal Latem Golf Club is een van de oudste golfclubs in België. Hij ligt in Sint-Martens-Latem in Oost-Vlaanderen.
De club is in 1909 opgericht op de gronden van industrieel Albert Feyerick. Dit ter vervanging van een eerder aangelegd terrein in Sint-Amandsberg dat moest verdwijnen voor bebouwing. De baan heeft 18 holes en is een van de eerste banen die door Fred Hawtree is aangelegd. Hij ligt in een oud, glooiend parklandschap. Hij is, zoals de meeste oude banen, niet lang.
Op 18 december 1946 was de club betrokken bij de oprichting van de Koninklijke Belgische Golf Federatie .